# School for Husbands
Pour plus de détails, voir Fiche technique et Distribution.
School for Husbands est un film britannique réalisé par Andrew Marton, sorti en 1937.

## Fiche technique
- Titre : School for Husbands
- Réalisation : Andrew Marton
- Scénario : Austin Melford (en), Gordon Sherry et Frederick J. Jackson (en) 	 d'après la pièce de ce dernier
- Photographie : Philip Tannura
- Musique : Allan Gray
- Pays de production : Royaume-Uni
- Format : Noir et blanc - 1,37:1 - Mono
- Genre : comédie
- Durée : 71 minutes
- Date de sortie : 1937

## Distribution
- Rex Harrison : Leonard Drummond
- Diana Churchill : Marion Carter
- June Clyde : Diana Cheswick
- Henry Kendall (en) : Geoffrey Carter
- Romney Brent : Morgan Cheswick
- Roxie Russell : Kate
- Richard Goolden (en) : Whittaker